# Vingt-et-unième amendement de la Constitution des États-Unis

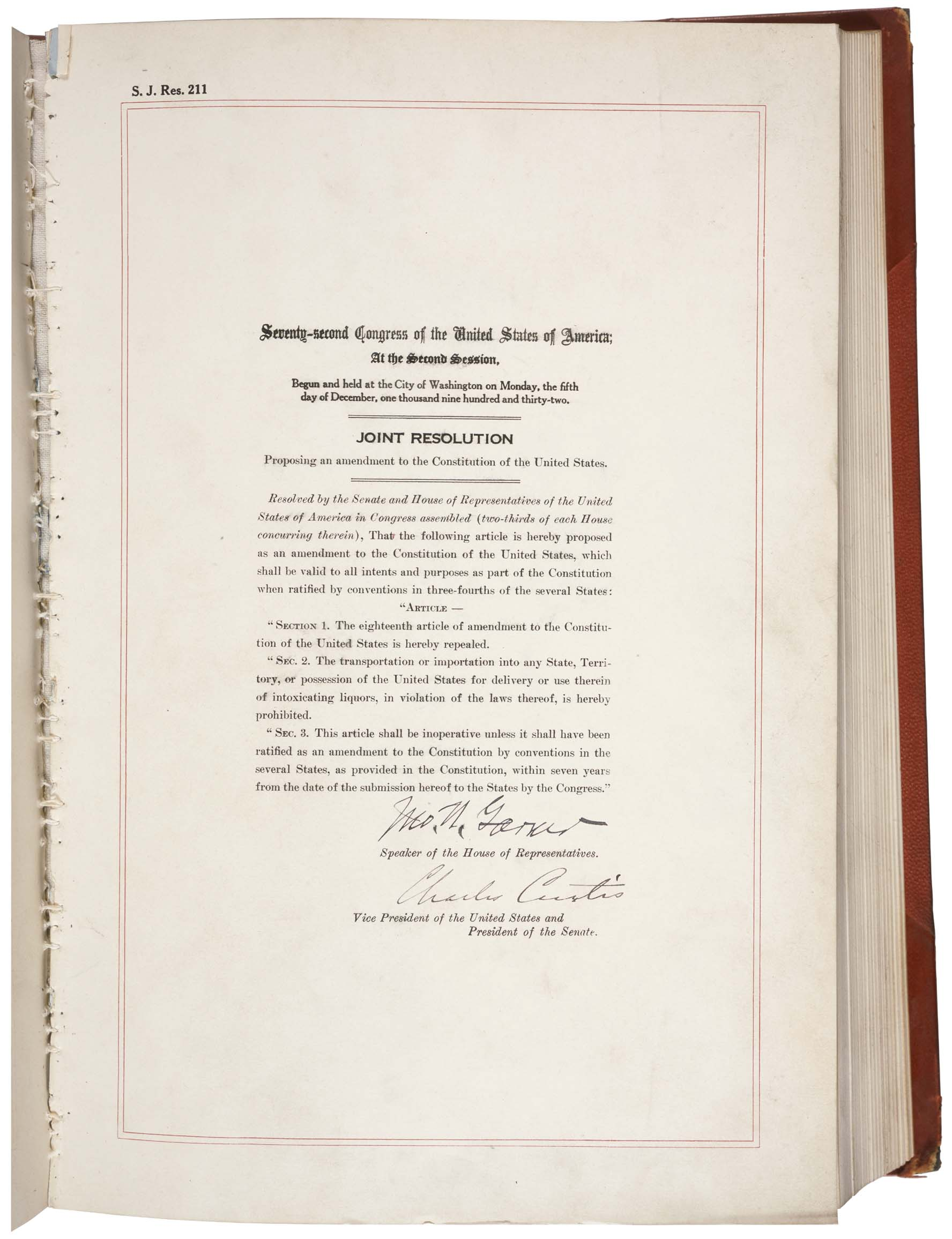
Amendment XXI dans les Archives nationales.

Le 21e amendement de la Constitution des États-Unis abroge le 18e amendement, qui avait institué la prohibition. Il est ratifié le 5 décembre 1933.

## Texte
Le texte du vingt-et-unième amendement est le suivant :
« Section 1. The eighteenth article of amendment to the Constitution of the United States is hereby repealed.

Section 2. The transportation or importation into any State, Territory, or possession of the United States for delivery or use therein of intoxicating liquors, in violation of the laws thereof, is hereby prohibited.

Section 3. This article shall be inoperative unless it shall have been ratified as an amendment to the Constitution by conventions in the several States, as provided in the Constitution, within seven years from the date of the submission hereof to the States by the Congress. »
« Article 1. Le Dix-huitième amendement à la Constitution est abrogé.

Article 2. Le transport ou l'importation dans tout État, territoire ou possession des États-Unis, de boissons alcooliques destinées à y être livrées ou consommées, en violation des lois y existant, sont interdits.

Article 3. Le présent article sera inopérant, s'il n'est ratifié comme amendement à la Constitution par les divers États assemblés en convention ainsi qu'il est prévu dans la Constitution, dans les sept années qui suivront la date de sa soumission aux États par le Congrès. »